# Amherst College

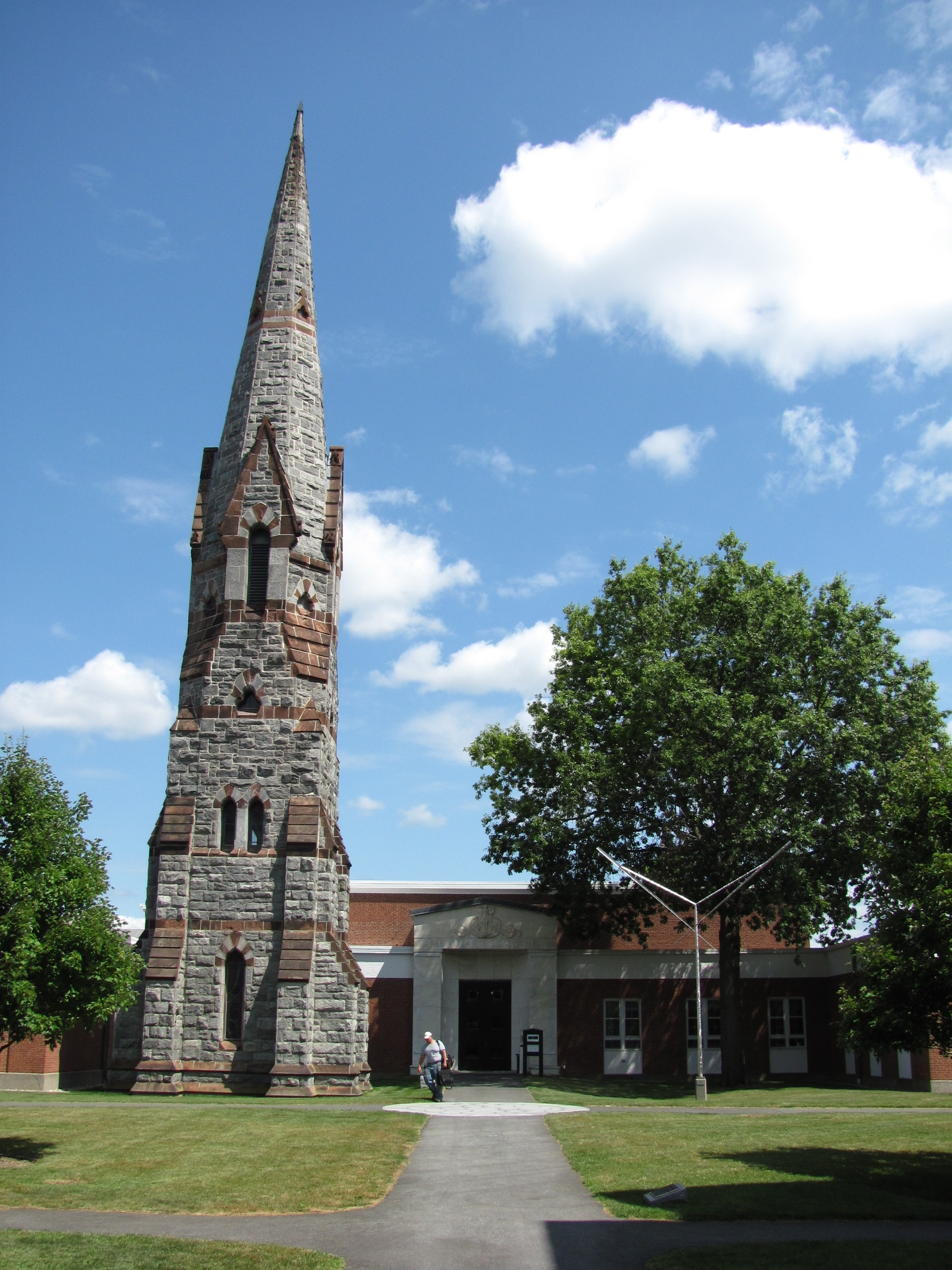

Amherst College é uma universidade privada de artes liberais localizada em Amherst, Massachusetts, Estados Unidos. Foi fundada em 1821. Amherst oferece exclusivamente graduações com duração de quatro anos e havia 1792 alunos matriculados no segundo semestre de 2014. Os alunos podem escolher disciplinas de 38 concentrações (em inglês: majors) dentro de um currículo aberto bastante peculiar. Amherst é classificada como a segunda melhor faculdade de artes liberais dos Estados Unidos segundo o U.S. News & World Report, e está entre as dez melhores faculdades dos Estados Unidos segundo a Forbes.
Entre seus ex-alunos e afiliados estão cinco ganhadores do Prêmio Nobel, vinte Rhodes Scholars, ganhadores do Prêmio Pulitzer, MacArthur Fellows, vencedores da Academia, Tony, Grammy e Emmy Awards, Presidente Calvin Coolidge, Harlan F. Stone, um Presidente do Quênia, dois Primeiros-ministros da Grécia, três presidentes da Câmara dos Representantes dos EUA e escritores, acadêmicos, políticos, artistas, empresários e ativistas notáveis.